# Alkarski vojvoda
Alkarski vojvoda je središnja figura i najviši zapovjednik tradicionalne Sinjske alke, viteškog turnira koji se održava u Sinju u čast pobjede nad Turcima 1715. godine. Ova funkcija predstavlja najviši čin u hijerarhiji Viteškog alkarskog društva, a njen nositelj upravlja svim aspektima priprema i izvođenja alkarske svečanosti.

## Izbor i mandat
Izbor alkarskog vojvode provodi se na razdoblje od četiri godine, a proces selekcije odvija se unutar Viteškog alkarskog društva. Kandidat za ovu dužnost mora proći dugogodišnji put kroz alkarsku hijerarhiju, počevši od alkarskog momka, preko različitih funkcija poput arambaše, štitonoše i buzdovandžije ili barjaktara, sve do završnog izbora za vojvodu.

## Ovlasti i odgovornosti
Vojvoda donosi svečanu zapovijed o održavanju Alke te rukovodi kompletnim pripremama za ovu tradicionalnu manifestaciju. Njegova je isključiva nadležnost odlučivanje o izboru alkara i momaka koji će sudjelovati u natjecanju, dok također bira i određuje svog ađutanta, barjaktara i njegove pratitelje. Određivanje vremena početka priprema alkara i momaka pripada u vojvodine ovlasti, kao i naređivanje početka svake pojedinačne trke.
Disciplinska ovlast vojvode uključuje mogućnost izricanja društvenih mjera alkarima i momcima tijekom alkarskih prova (prednatjecanja). Ove mjere obuhvaćaju ukor, isključenje iz prova ili potpuno isključenje iz Alke, ovisno o težini prekršaja.

## Ceremonijalne dužnosti
Prije početka samog natjecanja vojvoda drži prigodan govor, dok po završetku Alke obavlja svečano proglašavanje slavodobitnika. U njegovu je nadležnosti proglašavanje dobitnika Bare kao i dobitnika Čoje, što predstavlja vrhunac ceremonije.
Svečana povorka do trkališta odvija se prema strogo određenom redoslijedu, gdje vojvoda zauzima posebno mjesto. Karakteristično je da kao jedini jaše bijelog konja, što simbolički ističe njegov status. Neposredno ispred njega jaše vojvodin ađutant s isukanom sabljom, dok se za njim u dvoredu kreće jahaća četa alkara kopljanika.

## Hijerarhija i organizacija
Struktura Viteškog alkarskog društva organizirana je kao po vojničkom principu, gdje alkarski vojvoda zauzima poziciju sličnu generalskoj. Alajčauš funkcionira kao zapovjednik kopljanika, odnosno alkara, dok arambaša predstavlja zapovjednika alkarskih momaka. Ova hijerarhijska organizacija osigurava disciplinu i red tijekom sve ceremonije.

## Smještaj i protokol
Za vrijeme natjecanja vojvoda sa svojim ađutantom zauzima posebnu ložu, zajedno s članovima Časnog suda, zapisničarom i službenim voditeljem. Odvojeno se nalazi VIP loža namijenjena najvažnijim uzvanicima, uključujući predsjednika države koji je tradicionalno pokrovitelj Sinjske alke.
Prije formiranja svečane povorke vojvoda obavlja smotru svih sudionika u Alkarskim dvorima, gdje se okupljaju svi učesnici svečanosti. Tu također prima počasne goste i obavlja protokolarne dužnosti.

## Značaj funkcije
Vojvoda zapovijeda alkarskim svečanostima osiguravajući da se sve odvija prema Statutu Viteškog alkarskog društva i po prastarim običajima. 
Broj natjecatelja u samoj trci, koji može varirati od 11 do 17 kopljanika, određuje isključivo alkarski vojvoda na temelju provedenih priprema i ocjene sposobnosti kandidata.